# Rozivka, Novomîkolaiivka
Rozivka (în ucraineană Розівка) este un sat în comuna Terseanka din raionul Novomîkolaiivka, regiunea Zaporijjea, Ucraina.

## Demografie
Componența lingvistică a localității Rozivka
     Ucraineană (97,87%)
     Rusă (2,13%)
Conform recensământului din 2001, majoritatea populației localității Rozivka era vorbitoare de ucraineană (97,87%), existând în minoritate și vorbitori de rusă (2,13%).